# Kurt Eisner-emlékmű
A Kurt Eisner-emlékmű (Kurt-Eisner-Denkmal) Münchenben található. A földre helyezett acéllap Kurt Eisnernek, az első világháború utáni első bajor miniszterelnöknek állít emléket.
Kurt Eisner szociáldemokrata politikus volt, aki kulcsszerepet vállalt az 1918–19-es németországi forradalomban. Az általa vezetett bajor kormány hamarosan összeomlott. 1919. február 21-én, zsebében a lemondó nyilatkozattal, a helyi parlament felé ment, amikor Anton Graf von Arco auf Valley szélsőjobboldali merénylő fejbe lőtte.
Az emlékművet Eisner meggyilkolásának hetvenedik évfordulóján, 1989-ben adták át. Az acéllap a Kardinal-Faulhaber-Straßén kapott helyett, közel a 14A. számhoz, ahol a politikust agyonlőtték. Az acéllapon a földön heverő Kurt Eisner körvonalai látszanak, abban a helyzetben megörökítve a holttestet, ahogy rátaláltak. Az emlékművet Erica Maria Lankes készítette.
Sok helyi politikus, annak ellenére, hogy elismerték a mű eredetiségét, nem volt elégedett Lankes alkotásával. Több éven át tartó vita után megbízást adtak Rotraud Fischernek egy új emlékműre, amely egy absztrakt üvegépítmény lett, és szintén számos vitát kavart.